# Cold Day in Hell
Cold Day in Hell — студійний альбом американського блюзового музиканта Отіса Раша, що вийшов 1975 року на японському лейблі Trio. Того ж року альбом вийшов у США під тією ж назвою на лейблі Delmark.

## Опис
Цей альбом був записаний під час двох сесій, що відбулись 29 квітня і 29 травня 1975 року на студії Sound Studios, Чикаго, Іллінойс. На першій сесії Раш грає з такими музикантами, як Ебб Лок (тенор-саксофон), Чак Сміт (баритон-саксофон), Джонні «Біг Мус» Вокер (орган), Боб Лівайс (гітара), Джеймс Грін (бас) і Джессі Грін (ударні); на другій сесії гітарист Майті Джо Янг замінив Лівайса, а басист Боб Строджер Джеймса Гріна. Гурт виконує такі пісні, як «Cut You Loose», «Mean Old World» Т-Боун Вокера, заголовну «Cold Day in Hell» і «All You Love I Miss Loving» Раша та ін.
У 1975 році альбом вийшов на лейблі Trio Records (Японія). Того ж року альбом вийшов в США під тією ж назвою на лейблі Delmark.
Альбом став першою за шість років самостійною студійною роботою Раша після випуску у 1969 році дебютного LP Mourning in the Morning для Cotillion, дочірнього лейбла Atlantic. Після чого у 1971 році Раш записувався в студії як сесійний музикант для альбому All for Business Джиммі Докінса, що вийшов на Delmark.

## Список композицій
1. «Cut You Loose» (Мел Лондон) — 3:40
2. «You're Breaking My Heart» (Жуль Бігорі, Б. Б. Кінг) — 8:00
3. «Midnight Special»  — 4:26
4. «Society Woman»  — 6:32
5. «Mean Old World» (Аарон Вокер) — 3:43
6. «All You Love I Miss Loving»/«Jam» (Отіс Раш) — 6:32
7. «Cold Day in Hell» (Отіс Раш) — 6:19
8. «Motoring Along» (Отіс Раш) — 3:08

## Учасники запису
- Отіс Раш — вокал, гітара
- Ебб Лок — тенор-саксофон
- Чак Сміт — баритон-саксофон
- Джонні «Біг Мус» Вокер — орган, фортепіано
- Боб Лівайс (2, 6, 7, 8), Майті Джо Янг (1, 3, 4, 5) — гітара
- Боб Строджер (1, 3, 4, 5), Джеймс Грін (2, 6, 7, 8) — бас-гітара
- Джессі Грін — ударні

Технічний персонал
- Роберт Г. Кестер — продюсер
- Стю Блек — звукоінженер
- Стів Томашевські — координатор (альбом); текст до платівки
- Чарльз Темплтон — дизайн обкладинки
- Жан-Клод ЛеЖен — фотографія обкладинки